# Gymnochthebius nigriceps
Gymnochthebius nigriceps är en skalbaggsart som beskrevs av Perkins 2005. Gymnochthebius nigriceps ingår i släktet Gymnochthebius och familjen vattenbrynsbaggar. Inga underarter finns listade i Catalogue of Life.